# Sharon Colman
Sharon Colman (* 20. Juli 1978 in Balloch, Schottland) ist eine britische Regisseurin von Animationsfilmen.
Sie studierte Illustration an der Kunstschule Glasgow School of Art und arbeitete währenddessen als Kellnerin. nach dem Abschluss des Studiums 2000 als Inbetweener für den Regisseur Matthew Hood an der National Film and Television School, die sie von 2004 bis 2005 besuchte. Ihr siebenminütiger Abschlussfilm, Badgered, wurde unter anderem bei den Internationalen Filmfestspielen von Cannes gezeigt und war 2006 für den Oscar in der Kategorie Bester animierter Kurzfilm nominiert. Der Film handelt von einem Dachs, der von der Welt in Ruhe gelassen werden und schlafen möchte.